# Wolfgang Imle

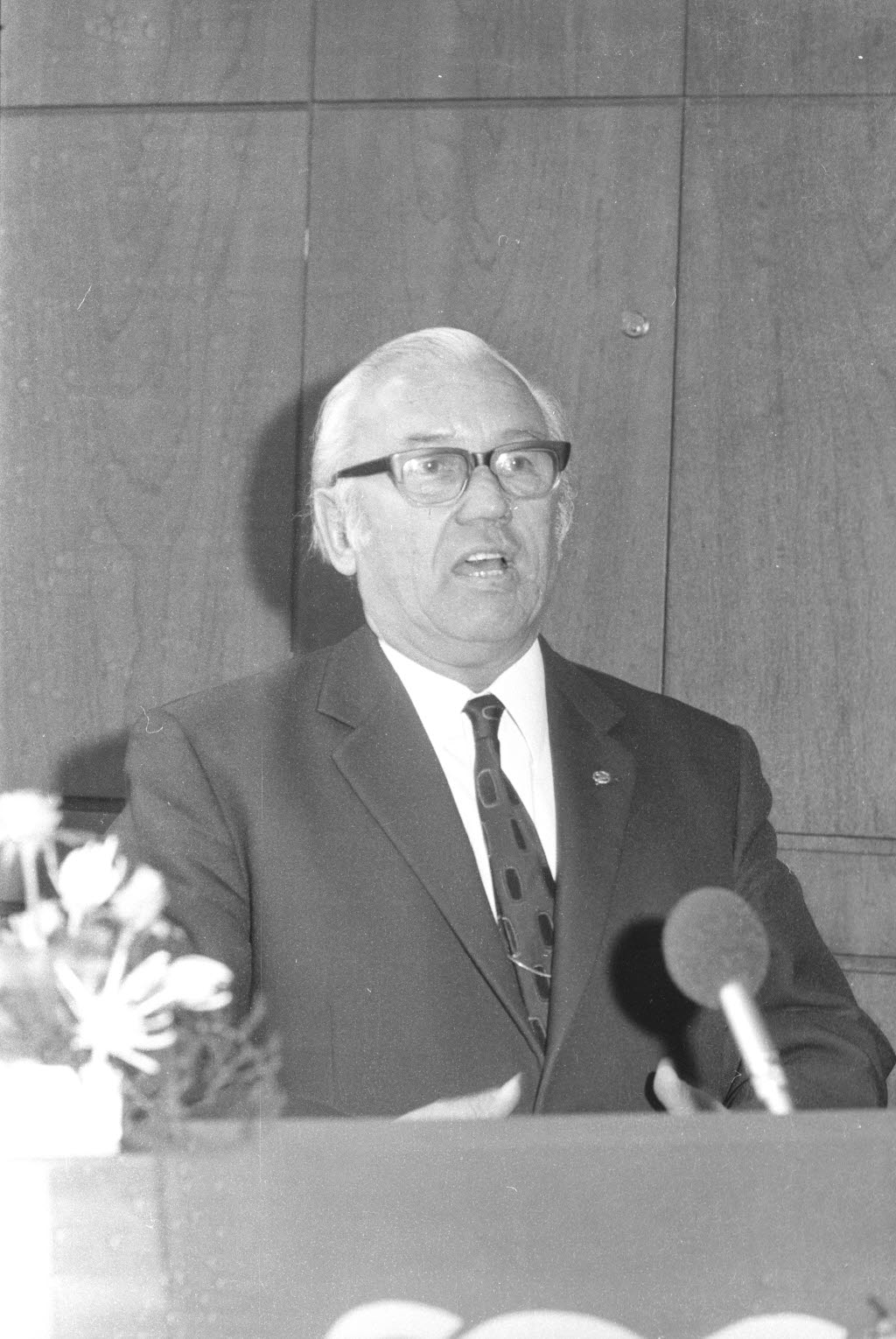
Wolfgang Imle (1972)

Wolfgang Imle (* 23. März 1909 in Rathenow; † 11. August 2001 in Hagen) war ein deutscher Jurist, Politiker (FDP) und Funktionär in Kriegsheimkehrerorganisationen.

## Leben und Beruf
Nach dem Abitur 1928 am Reformrealgymnasium in Hagen-Haspe nahm Imle ein Studium der Rechts- und Staatswissenschaften in Bonn auf, welches er 1932 mit der ersten und 1936 mit der zweiten juristischen Staatsprüfung beendete. Er promovierte 1933 zum Dr. jur., trat im Januar 1938 in den Dienst des Reichswirtschaftsministeriums ein und wurde im Juli 1940 zum Regierungsrat ernannt. Anschließend nahm er als Soldat am Zweiten Weltkrieg teil, zuletzt als Hauptmann und Batteriechef. Gegen Kriegsende geriet er in sowjetische Gefangenschaft, aus der er 1949 entlassen wurde.
Imle arbeitete kurzzeitig in einer Maschinenfabrik in Remscheid. Er zog 1951 nach Flensburg und wurde dort Geschäftsführer der Industrie- und Handelskammer sowie Geschäftsführer der Wirtschaftsvereinigung Groß- und Außenhandel Schleswig-Holstein e.V., Bezirksvereinigung Flensburg. Von 1956 bis 1966 war er Vorsitzender des Landesverbandes der Heimkehrer, Kriegsgefangenen und Vermißtenangehörigen, anschließend wurde er zum Ehrenvorsitzenden gewählt. Im Bundesverband war von 1960 bis 1976 Vizepräsident und anschließend bis 1982 Präsident. Auch hier wurde er zum Ehrenpräsidenten gewählt. Von 1970 bis 1986 war er Vorstandsvorsitzender der Heimkehrerstiftung. In diesen Funktionen engagierte sich Imle für die Freilassung deutscher Kriegsverbrecher, die im Ausland inhaftiert waren, darunter für Herbert Kappler, den ehemaligen Kommandeur der Sicherheitspolizei und des SD in Rom und Verantwortlichen für das Massaker in den Ardeatinischen Höhlen.

## Partei
Imle trat zum 1. Mai 1933 der NSDAP bei (Mitgliedsnummer 3.144.519). schloss sich dann 1954 der FDP an, war von 1956 bis 1968 FDP-Kreisvorsitzender Flensburg-Stadt und von 1962 bis 1966 stellvertretender Landesvorsitzender der FDP Schleswig-Holstein.

## Abgeordneter
Imle gehörte dem Deutschen Bundestag vom 29. Juni 1960, als er für den verstorbenen Otto Köhler nachrückte, bis 1965 und vom 2. Juni 1967, als er für Otto Eisenmann nachrückte, bis 1969 an. Von 1961 bis 1965 war er stv. Vorsitzender des Finanzausschusses des Bundestages. Vom 8. Januar 1963 bis 1965 war er Vorsitzender des Arbeitskreises Wirtschaftspolitik der FDP-Fraktion. Daneben befasste er sich schwerpunktmäßig mit der Verkehrspolitik, wie mehrere mündliche Anfragen an die Bundesregierung zu diesem Thema zeigen.